# تاتيانا فولوسوجار
تاتيانا أندرييفنا فولوزوجار (بالروسية: Татья́на Андре́евна Волосожа́р) هي متسابقة فنية على الجليد أوكرانية المولد روسية الجنسية ولدت في يوم 22 مايو 1986 في مدينة دنيبروبتروفسك في جمهورية أوكرانيا الاشتراكية السوفيتية. أبرز إنجازاتها هو فوزها بميداليتين ذهبتين في دورة الألعاب الأولمبية الشتوية 2014 في سوتشي، كما فازت بثلاثة ميداليات ذهبية واحدة وميداليتين فضيتين، وفازت بأربعة ميداليات ذهبية في بطولة أوروبا.